# Équipe de Belgique de football en 1927
Maillots
Chronologie
Saison précédente Saison suivante
L'équipe de Belgique de football vit une mauvaise saison en 1927. La sélection belge enregistre six défaites en huit rencontres, dont cinq de rang entre mai et septembre, avec une différence de buts négative de 23 (4 buts marqués contre 27 encaissés). Elle subit notamment deux lourdes défaites contre la Suède (7-0) et surtout à domicile contre l'Angleterre (1-9), dans ce qui reste l'une des plus larges défaites de l'histoire de cette équipe.

## Résumé de la saison

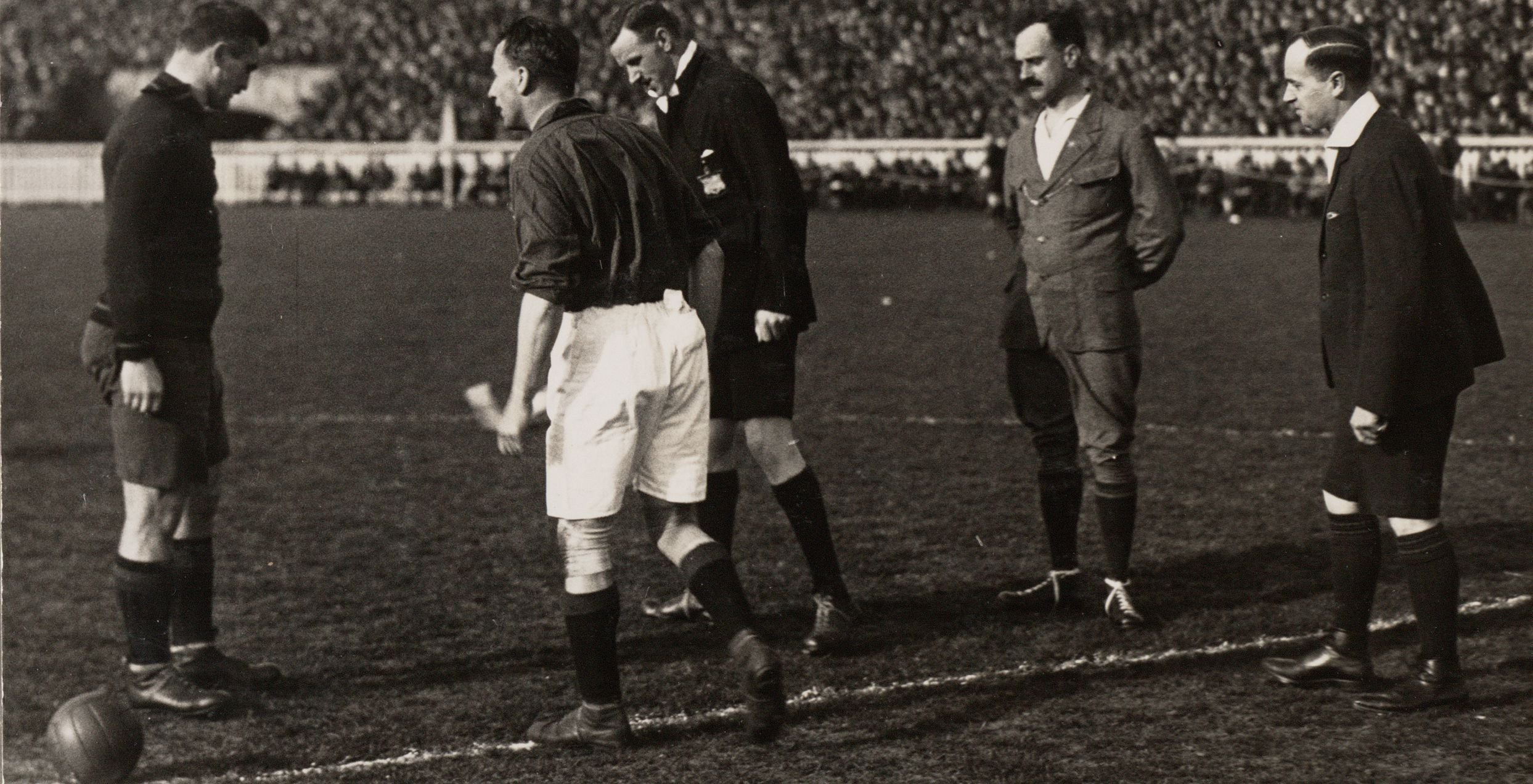
Le capitaine belge, Armand Swartenbroeks, et son homologue néerlandais, Harry Dénis, lors du toss exécuté par l'arbitre anglais Stanley Rous, le 13 mars 1927 au Bosuil.

La saison qui allait s'avérer difficile n'avait pourtant pas trop mal débuté avec une courte défaite (2-3) à Liège, le 2 janvier 1927, contre la redoutable équipe de Tchécoslovaquie, suivie de deux victoires contre les Pays-Bas (2-0) à Anvers et face à la Suède (2-1) à Forest. Les joueurs belges s'imposent également face à la sélection officieuse hollandaise des Zwaluwen (nl) (3-0) au stade du Daring à l'occasion de la rencontre traditionnelle du mardi gras.
Le 1er mai, le match retour en terre batave contre les Oranje, à Amsterdam, s'achève sur la première défaite (3-2) d'une série qui allait s'avérer douloureuse.
Le 11 mai, les Diables Rouges reçoivent l'Angleterre sur la pelouse du Daring. Le spectacle y fut total avec dix buts inscrits. Malheureusement pour les belges, neuf le furent du côté britannique. Les supporters n'en crurent pas leurs yeux, l'on se serait cru vingt ans en arrière à l'époque des balbutiements de la sélection nationale, lorsque les Belges perdaient régulièrement sur de gros scores contre des amateurs anglais. Cette défaite (1-9) en fait aussi l'une des plus sévères jamais enregistrées à domicile.

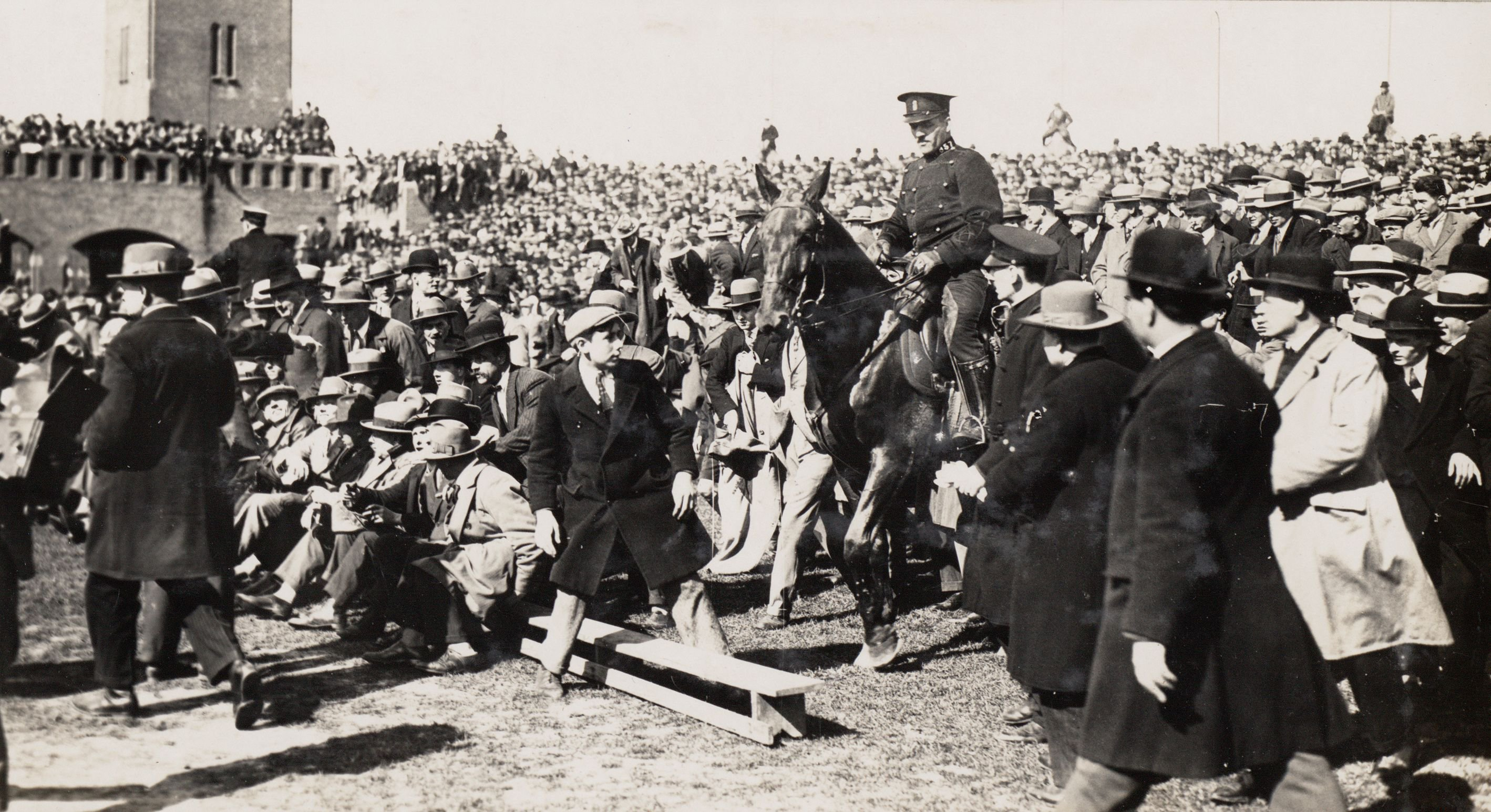
À l'occasion de Pays-Bas-Belgique, disputé le 1 mai 1927 à Amsterdam; le public qui, sous la pression de la foule, s'est retrouvé sur le terrain de jeu est repoussé vers les tribunes par la police montée.

Vint ensuite une tournée en Europe centrale qui se révèla compliquée : la Belgique perd d'abord (4-1) à Vienne en Autriche avant de subir ensuite un double (4-0) à Prague, contre la Tchécoslovaquie d'une part et face aux professionnels du Sparta Prague d'autres part. Ainsi, ce ne sont pas moins de douze buts qui sont encaissés en une semaine, pour un seul marqué. La dernière rencontre ne figure toutefois pas sur les tablettes officielles puisqu'elle opposa l'équipe nationale à une équipe de club. Contre la sélection tchécoslovaque, les internationaux belges boiront le calice jusqu'à la lie, Pierre Braine étant exclu à la 78e minute de la partie. Un journaliste local, au vu du déroulement des deux matchs et se souvenant sans doute de la défaite cuisante de 1920 aux Jeux olympiques, ironisa d'ailleurs : « Des Diables Rouges, nous n'avons vu que l'équipement. ».
L'année s'achève comme elle a débuté, avec une nouvelle défaite sévère face à la Suède (7-0), à Stockholm le 4 septembre.
Ces résultats décevants peuvent en partie être imputés au gardien de but du Sporting d'Anderlecht, Jean Caudron, dont les prestations ne furent guère brillantes cette saison-là. Il serait toutefois trop simple et injuste d'en faire l'unique bouc émissaire, le football belge souffrant à l'époque encore et toujours de l'interdiction du professionnalisme.

## Les matchs
| Match amical                                                    | Belgique                | 2 - 3   | Tchécoslovaquie                     | Stade Maurice Dufrasne Liège, Belgique         |                                                |
| 2 janvier 1927 · 15:00 heure locale · Historique des rencontres | Bierna 60e · Gillis 84e | (0 – 1) | Svoboda 22e 78e · Podrazil (cs) 50e | Spectateurs : 20 000 Arbitrage : Willem Eymers | Spectateurs : 20 000 Arbitrage : Willem Eymers |
| 2 janvier 1927 · 15:00 heure locale · Historique des rencontres | Rapport                 |         |                                     | Spectateurs : 20 000 Arbitrage : Willem Eymers | Spectateurs : 20 000 Arbitrage : Willem Eymers |

| Match amical Coupe Van den Abeele                             | Belgique               | 2 - 0   | Pays-Bas | Bosuilstadion Deurne, Belgique                |                                               |
| 13 mars 1927 · 15:00 heure locale · Historique des rencontres | Bierna 40e · Adams 81e | (1 – 0) |          | Spectateurs : 45 000 Arbitrage : Stanley Rous | Spectateurs : 45 000 Arbitrage : Stanley Rous |
| 13 mars 1927 · 15:00 heure locale · Historique des rencontres | Rapport                |         |          | Spectateurs : 45 000 Arbitrage : Stanley Rous | Spectateurs : 45 000 Arbitrage : Stanley Rous |

| Match amical                                                  | Belgique                 | 2 - 1   | Suède      | Stade du Parc Duden Forest, Belgique           |                                                |
| 3 avril 1927 · 15:00 heure locale · Historique des rencontres | R. Braine 6e · Adams 50e | (1 – 0) | Rydell 46e | Spectateurs : 17 000 Arbitrage : Willem Eymers | Spectateurs : 17 000 Arbitrage : Willem Eymers |
| 3 avril 1927 · 15:00 heure locale · Historique des rencontres | Rapport                  |         |            | Spectateurs : 17 000 Arbitrage : Willem Eymers | Spectateurs : 17 000 Arbitrage : Willem Eymers |

| Match amical                                                  | Pays-Bas                    | 3 - 2   | Belgique                    | Het Nederlandsch Sportpark (nl) Amsterdam, Pays-Bas |                                               |
| 1er mai 1927 · 14:30 heure locale · Historique des rencontres | Tap 7e 39e · Massy (nl) 65e | (2 – 0) | Diddens 50e · R. Braine 55e | Spectateurs : 30 000 Arbitrage : Stanley Rous       | Spectateurs : 30 000 Arbitrage : Stanley Rous |
| 1er mai 1927 · 14:30 heure locale · Historique des rencontres | Rapport                     |         |                             | Spectateurs : 30 000 Arbitrage : Stanley Rous       | Spectateurs : 30 000 Arbitrage : Stanley Rous |

| Match amical                                                 | Belgique     | 1 - 9   | Angleterre                                                                             | Stade du Daring Molenbeek-Saint-Jean, Belgique    |                                                   |
| 11 mai 1927 · 17:00 heure locale · Historique des rencontres | Vanhalme 80e | (0 – 5) | Brown (en) 11e 34e · Hulme 17e · Rigby (en) 29e 53e · Dean 36e 47e 70e · Page (en) 63e | Spectateurs : 35 000 Arbitrage : Johannes Mutters | Spectateurs : 35 000 Arbitrage : Johannes Mutters |
| 11 mai 1927 · 17:00 heure locale · Historique des rencontres | Rapport      |         |                                                                                        | Spectateurs : 35 000 Arbitrage : Johannes Mutters | Spectateurs : 35 000 Arbitrage : Johannes Mutters |

| Match amical                                                 | Autriche                                           | 4 - 1   | Belgique      | Stade Hohe-Warte Vienne, Autriche                 |                                                   |
| 22 mai 1927 · 17:00 heure locale · Historique des rencontres | Jiszda (de) 11e · Schall 52e 78e · Wesely (de) 73e | (1 – 1) | P. Braine 35e | Spectateurs : 30 000 Arbitrage : Mihály Iváncsics | Spectateurs : 30 000 Arbitrage : Mihály Iváncsics |
| 22 mai 1927 · 17:00 heure locale · Historique des rencontres | Rapport                                            |         |               | Spectateurs : 30 000 Arbitrage : Mihály Iváncsics | Spectateurs : 30 000 Arbitrage : Mihály Iváncsics |

| Match amical                                                 | Tchécoslovaquie                                | 4 - 0   | Belgique      | Stadion Letná Prague, Tchécoslovaquie                |                                                      |
| 26 mai 1927 · 17:30 heure locale · Historique des rencontres | Puč 33e 66e · Fleischmann (cs) 46e · Silný 60e | (1 – 0) |               | Spectateurs : 20 000 Arbitrage : Jacques Hirrle (hu) | Spectateurs : 20 000 Arbitrage : Jacques Hirrle (hu) |
| 26 mai 1927 · 17:30 heure locale · Historique des rencontres |                                                | Rapport | P. Braine 78e | Spectateurs : 20 000 Arbitrage : Jacques Hirrle (hu) | Spectateurs : 20 000 Arbitrage : Jacques Hirrle (hu) |

| Match amical                                                      | Suède                                                                          | 7 - 0   | Belgique | Stade olympique Stockholm, Suède               |                                                |
| 4 septembre 1927 · 14:00 heure locale · Historique des rencontres | Kroon 27e 81e · Holmberg 43e 82e · Brommesson 50e · Persson 71e · Kaufeldt 80e | (2 – 0) |          | Spectateurs : 18 558 Arbitrage : Sophus Hansen | Spectateurs : 18 558 Arbitrage : Sophus Hansen |
| 4 septembre 1927 · 14:00 heure locale · Historique des rencontres | Rapport                                                                        |         |          | Spectateurs : 18 558 Arbitrage : Sophus Hansen | Spectateurs : 18 558 Arbitrage : Sophus Hansen |

## Les joueurs
| Joueurs               | Joueurs                  | Amical | Amical | Amical | Amical | Amical | Amical | Amical | Amical |
| --------------------- | ------------------------ | ------ | ------ | ------ | ------ | ------ | ------ | ------ | ------ |
| Gardiens de but       |                          |        |        |        |        |        |        |        |        |
| Jean Caudron          | SC Anderlechtois         | 90     | 90     | 90     | 90     | 90     | 90     | 90     | 90     |
| Défenseurs            |                          |        |        |        |        |        |        |        |        |
| Armand Swartenbroeks  | Daring Club de Bruxelles | 90     | 90     | 90     | 90     | 90     | 90     | 20e    | 90     |
| Jules Timmermans      | RCS Verviétois           | 90     |        |        |        |        |        |        | 90     |
| François Demol        | Union Saint-Gilloise     |        | 90     | 90     | 90     | 90     | 90     | 90     |        |
| Henri Van Averbeke    | R Beerschot AC           |        |        |        |        | 90     | 90     | 90     | 90     |
| Léon Rosper           | RFC Liégeois             |        |        |        |        |        |        | 20e ,  |        |
| Milieux               |                          |        |        |        |        |        |        |        |        |
| Pierre Braine         | R Beerschot AC           | 90     | 90     | 90     | 90     | 90     | 90     | 78e    |        |
| Florimond Vanhalme    | RCS Brugeois             | 90     | 90     | 90     | 90     | 90     | 90     | 90     | 90     |
| Gustave Boesman       | ARA La Gantoise          | 90     | 90     | 90     | 90     |        | 90     |        | 90     |
| Georges Bonhivers     | Royal Tilleur FC         | 90,    |        |        |        |        |        |        |        |
| Clément Keerstock     | Racing Club de Gand      |        |        | 90     | 90     |        |        |        | 90     |
| Georges De Spae       | ARA La Gantoise          |        |        |        |        | 90     | 90     | 90     |        |
| Gérard Devos          | RCS Brugeois             |        |        |        |        |        |        | 90     | 90     |
| Attaquants            |                          |        |        |        |        |        |        |        |        |
| Ferdinand Adams       | SC Anderlechtois         | 90     | 90     | 90     | 90     | 90     |        |        | 90     |
| Henri Bierna          | US Liège                 | 90 ,   | 90     | 90     | 90     | 90     | 90     | 90     | 90     |
| Maurice Gillis        | Standard de Liège        | 90     | 90     |        |        |        |        |        |        |
| Jan Diddens           | Racing Club de Malines   | 90     | 90     | 90     | 90     |        | 90     | 90     |        |
| Raymond Braine        | R Beerschot AC           |        | 90     | 90     | 90     | 90     | 90     | 90     |        |
| Michel Vanderbauwhede | RCS Brugeois             |        |        |        |        | 90     |        |        |        |
| Désiré Bastin         | Royal Antwerp FC         |        |        |        |        |        |        |        | 90     |

1. 1 2 3 4 5  Première sélection officielle pour le joueur.
2. 1 2 3 4  Dernière sélection officielle pour le joueur.
3. 1 2  Premier but officiel pour le joueur.

## Sources